# Chris McKenna (scenarzysta)
Chris McKenna (ur. 3 grudnia 1969 w Santa Monica) – amerykański scenarzysta i producent filmowy. Napisał scenariusze m.in. do trylogii Spider-Mana, należącej do Filmowego Uniwersum Marvela i innych filmów z tego uniwersum.

## Kariera
McKenna był scenarzystą w filmie Dziewczyna z sąsiedztwa z 2004 roku, który stworzył wraz z reżyserem Lukiem Greenfieldem, jednak nie uwzględniono go w napisach końcowych, z racji na brak zgody Amerykańskiej Gildii Scenarzystów.
W 2008 roku napisał scenariusz do filmu Igor.
McKenna był scenarzystą jednych z najbardziej cenionych przez krytyków odcinków serialu Community, w tym „Paradigms of Human Memory”, „Conspiracy Theories and Interior Design” oraz nominowany do nagród Emmy i Hugo „Remedial Chaos Theory”. Był również współautorem (wraz ze swoim bratem Mattem McKenną) jednego z odcinków serialu Amerykański tata!, „Rapture’s Delight”.
Podczas pracy na planie Amerańskiego taty poznał Erika Sommersa, który stał się jego partnerem zawodowym. Od tamtego czasu wspólnie napisali scenariusze do Lego Batman: Film, a także filmów, należących do Filmowego Uniwersum Marvela: Ant-Man i Osa, Spider-Man: Homecoming i jego kontynuacji, Daleko od domu oraz Bez drogi do domu. W 2017 byli także jednymi ze scenarzystów filmu Jumanji: Przygoda w dżungli.
Dzięki współpracy z braćmi Russo przy serialu Community, McKenna miał swój udział w powstaniu scenariusza filmu Kapitan Ameryka: Zimowy żołnierz, pisząc do niego dowcipy.

## Filmografia

### Filmy
| Rok  | Tytuł                              | Rola                 | Źródło |
| ---- | ---------------------------------- | -------------------- | ------ |
| 1993 | Mała milionerka                    | producent wykonawczy | [ 11 ] |
| 1994 | Sknerus                            | asystent             | [ 12 ] |
| 1995 | Jeszcze bardziej zgryźliwi tetrycy | asystent             | [ 13 ] |
| 2008 | Registered Sex Offender            | producent wykonawczy | [ 14 ] |
| 2008 | Igor                               | scenarzysta, aktor   | [ 15 ] |
| 2009 | Klopsiki i inne zjawiska pogodowe  | udział specjalny     | [ 16 ] |
| 2017 | Lego Batman: Film                  | scenarzysta          | [ 15 ] |
| 2017 | Spider-Man: Homecoming             | scenarzysta          | [ 15 ] |
| 2017 | Jumanji: Przygoda w dżungli        | scenarzysta          | [ 15 ] |
| 2018 | Ant-Man i Osa                      | scenarzysta          | [ 15 ] |
| 2019 | Spider-Man: Daleko od domu         | scenarzysta          | [ 15 ] |
| 2021 | Spider-Man: Bez drogi do domu      | scenarzysta          | [ 15 ] |

### Seriale
| Rok       | Tytuł              | Rola                              | Źródło        |
| --------- | ------------------ | --------------------------------- | ------------- |
| 2005–2011 | Amerykański tata   | scenarzysta, producent            | [ 17 ]        |
| 2010–2015 | Community          | scenarzysta, producent wykonawczy | [ 18 ]        |
| 2012–2014 | Świat według Mindy | scenarzysta, producent wykonawczy | [ 19 ] [ 20 ] |